# Tamba-Sasayama
Tamba-Sasayama (japanska: 丹波篠山市?, Tanbasasayama-shi), före 1 maj 2019 Sasayama (japanska: 篠山市?, Sasayama-shi), är en stad i Hyōgo prefektur i Japan. Staden fick stadsrättigheter 1999. Den 1 maj 2019 bytte staden namn baserat på en folkomröstning i november 2018.